# كارول كوك
كارول كوك (بالإنجليزية: Carole Cook)‏ هي ممثلة أمريكية، ولدت في 14 يناير 1924 بأبيلين في الولايات المتحدة.

## أعمال

### أفلام
- (2004) مزرعة في خطر[5][6][7]

## وصلات خارجية
- كارول كوك على موقع IMDb (الإنجليزية)
- كارول كوك على موقع الموسوعة البريطانية (الإنجليزية)
- كارول كوك على موقع ميوزك برينز (الإنجليزية)
- كارول كوك على موقع قاعدة بيانات برودواي على الإنترنت (الإنجليزية)
- كارول كوك على موقع إن إن دي بي (الإنجليزية)
- كارول كوك على موقع ديسكوغز (الإنجليزية)
- كارول كوك على موقع قاعدة بيانات الفيلم (الإنجليزية)